# وزارة التخطيط والتعاون الدولي (الأردن)
وزارة التخطيط والتعاون الدولي هي الجهة المسؤولة بالتخطيط على المستوى الوطني بوضع الخطط على المديين المتوسط والطويل وبرامج التنمية الشاملة ومشاريع التنمية بأنواعها الاقتصادية والاجتماعية والبشرية والثقافية لتمثل خطط وبرامج لعمل الحكومة، يتم إعدادها بصورة تشاركية مع كافة الجهات المعنية (الدوائر الحكومية، مجتمع المانحين ومؤسسات التمويل الدولية والإقليمية ومنظمات الامم المتحدة، بالإضافة إلى مؤسسات المجتمع المدني) مع مراعاة إدماج العناصر المرتبطة بعدد من السياسات والاستراتيجيات العامة في جوانب الخطط والبرامج المختلفة، والمساهمة في اقتراح الخطط الاقتصادية والاجتماعية الداعمة للتنمية، وكذلك المشاركة في وضع السياسات الاقتصادية والتدخلات اللازمة لتحسين مستوى الأداء الاقتصادي سعياً لرفع معدل النمو الاقتصادي.
أنشئت وزارة التخطيط سنة 1984 , والتي جائت خلفاً للمجلس القومي للتخطيط، سنة 2003 تم إعادة تسمة الوزارة لتصبح وزارة التخطيط والتعاون الدولي., رئيس الحكومة السابق الدكتور عبد الله النسور كان أول وزيراً للتخطيط عام 1984 , وزير التخطيط الحالي هو وسام الربضي.

## تاريخ الوزارة
انشئتت وزارة التخطيط في عام 1984 خلفاً لالمجلس القومي للتخطيط، وتعمل بموجب قانون التخطيط رقم (68) لسنة 1971 مرفق (1)، وقد تم إعادة تسمية الوزارة لتصبح وزارة التخطيط والتعاون الدولي بتاريخ 25 ديسمبر 2003 بحيث تعمل بنفس القانون والمهام والواجبات.
وتسعى إلى تعزيز ثقافة التميز، واستدامة التطوير والتحسين وفق الممارسات الفضلى، وتفعيل دورها وغايتها المنشودة في التنمية، والتخطيط، والتعاون الدولي بما فيه مصلحة الوطن والمواطن، واستمرارية نهج التخطيط الاستراتيجي لمواكبة المستجدات ومواجهة التحديات بشكل ينسجم مع الأولويات الوطنية ويحقق الأهداف الوطنية لينعكس على الأداء المتميز، ونوعية الخدمة المقدمة وقد تترجم ذلك بحصول الوزارة على المركز الأول لجائزة الملك عبد الله الثاني لتميز الأداء الحكومي والشفافية لأكثر من مرة، الأمر الذي عكس تميزها وريادتها في تبني الإجراءات والأنظمة التي ترسخ منظومة العمل الجماعي التشاركي.

## قائمة الوزراء
- ماري كامل قعوار 5-2018
- الدكتور إبراهيم سيف من 29 مارس 2013 إلى الآن
- الدكتور جعفر حسان 12-2009 - 29-3-2013
- السيدة سهير العلي من 7-4-2005 - 09-12-2009
- الدكتور تيسير الصمادي من 20-02-2005 - 05-04-2005
- الدكتور باسم عوض الله من 28-01-2001 - 19-02-2005
- السيد جواد حديد من 19-06-2000 - 27-01-2001
- الدكتور طالب الرفاعي (الاردن) من 01-05-2000 - 18-06-2000
- الدكتور محمد الحلايقة/بالوكالة من 24-02-2000 - 30-04-2000
- الدكتورة ريما خلف هنيدي من 04-03-1999 - 23-02-2000
- الدكتور نبيل عماري من 20-08-1998 - 04-03-1999
- الدكتورة ريما خلف هنيدي من 07-01-1995 - 19-08-1998
- الدكتور هشام الخطيب من 09-06-1994 - 06-01-1995
- الدكتور زياد فريز من 19-06-1991 - 08-06-1994
- الدكتور خالد أمين عبدالله من 18-06-1990 - 18-06-1991
- المهندس عوني المصري (الاردن) من 06-12-1989 - 17-06-1990
- الدكتور زياد فريز من 27-04-1989 - 05-12-1989
- الدكتور طاهر كنعان من 27-04-1986 - 26-04-1989
- الدكتور عبد الله النسور من 01-11-1984 - 26-04-1986

| الصورة                       | الاسم (مواليد–وفاة)              | فترة شغل المنصب^    | فترة شغل المنصب^    | فترة شغل المنصب^  | الحكومة | ملاحظات      |
| الصورة                       | الاسم (مواليد–وفاة)              | تولى المنصب         | غادر المنصب         | المدة             | الحكومة | ملاحظات      |
| وزير التخطيط                 | وزير التخطيط                     | وزير التخطيط        | وزير التخطيط        | وزير التخطيط      | وزير التخطيط | وزير التخطيط |
| ---------------------------- | -------------------------------- | ------------------- | ------------------- | ----------------- | --- | ------------ |
|                              | عبد الله النسور (1939–)          | 1 تشرين الثاني 1984 | 27 نيسان 1986       | 1 سنة و177 أيام   | حكومة أحمد عبيدات حكومة زيد الرفاعي الرابعة |              |
|                              | طاهر كنعان (1935–)               | 27 نيسان 1986       | 27 نيسان 1989       | 3 سنوات و0 أيام   | حكومة زيد الرفاعي الرابعة |              |
|                              | زياد فريز (1943–)                | 27 نيسان 1989       | 6 كانون الأول 1989  | 223 أيام          | حكومة زيد بن شاكر الأولى |              |
|                              | عوني المصري (0000–0000)          | 7 كانون الأول 1989  | 19 حزيران 1990      | 194 أيام          | حكومة مضر بدران الرابعة |              |
|                              | خالد أمين عبد الله (0000–0000)   | 19 حزيران 1990      | 19 حزيران 1991      | 1 سنة و0 أيام     | حكومة مضر بدران الرابعة |              |
|                              | زياد فريز (1943–)                | 20 حزيران 1991      | 8 حزيران 1994       | 2 سنوات و353 أيام | حكومة طاهر المصري حكومة زيد بن شاكر الثانية حكومة عبد السلام المجالي الأولى                                                                                         |              |
|                              | هشام الخطيب (1936–2022)          | 8 حزيران 1994       | 7 كانون الثاني 1995 | 213 أيام          | حكومة عبد السلام المجالي الأولى |              |
|                              | ريما خلف (1953–)                 | 8 كانون الثاني 1995 | 20 آب 1998          | 3 سنوات و224 أيام | حكومة زيد بن شاكر الثالثة حكومة عبد الكريم الكباريتي حكومة عبد السلام المجالي الثانية                                                                               |              |
|                              | نبيل عماري (0000–0000)           | 21 آب 1998          | 04 آذار 1999        | 195 أيام          | حكومة فايز الطراونة الأولى |              |
|                              | ريما خلف (1953–)                 | 04 آذار 1999        | 23 شباط 2000        | 356 أيام          | حكومة عبد الرؤوف الروابدة |              |
|                              | محمد الحلايقة (1951–) (بالوكالة) | 24 شباط 2000        | 30 نيسان 2000       | 66 أيام           | حكومة عبد الرؤوف الروابدة |              |
|                              | طالب الرفاعي (1949–)             | 01 أيار 2000        | 18 حزيران 2000      | 48 أيام           | حكومة عبد الرؤوف الروابدة |              |
|                              | جواد حديد (1938–)                | 19 حزيران 2000      | 27 تشرين الأول 2001 | 1 سنة و130 أيام   | حكومة علي أبو الراغب الأولى |              |
|                              | باسم عوض الله (1964–)            | 27 تشرين الأول 2001 | 22 تشرين الأول 2003 | 1 سنة و360 أيام   | حكومة علي أبو الراغب الأولى حكومة علي أبو الراغب الثانية حكومة علي أبو الراغب الثالثة                                                                               |              |
| وزير التخطيط والتعاون الدولي |                                  |                     |                     |                   | |              |
|                              | باسم عوض الله (1964–)            | 25 تشرين الأول 2003 | 20 شباط 2005        | 1 سنة و118 أيام   | حكومة فيصل الفايز |              |
|                              | تيسير الصمادي (1966–)            | 20 شباط 2005        | 5 نيسان 2005        | 44 أيام           | حكومة فيصل الفايز |              |
|                              | سهير العلي (0000–0000)           | 7 نيسان 2005        | 9 كانون الأول 2009  | 4 سنوات و246 أيام | حكومة عدنان بدران حكومة معروف البخيت الأولى حكومة نادر الذهبي |              |
|                              | جعفر حسان (1968–)                | 14 كانون الأول 2009 | 30 آذار 2013        | 3 سنوات و106 أيام | حكومة سمير زيد الرفاعي الأولى حكومة سمير زيد الرفاعي الثانية حكومة معروف البخيت الثانية حكومة عون الخصاونة حكومة فايز الطراونة الثانية حكومة عبد الله النسور الأولى |              |
|                              | إبراهيم سيف (1965–)              | 30 آذار 2013        | 2 آذار 2015         | 1 سنة و337 أيام   | حكومة عبد الله النسور الثانية |              |
|                              | عماد نجيب فاخوري (1968–)         | 2 آذار 2015         | 14 حزيران 2018      | 3 سنوات و104 أيام | حكومة عبد الله النسور الثانية حكومة هاني الملقي الأولى حكومة هاني الملقي الثانية                                                                                    |              |
|                              | ماري قعوار (0000–0000)           | 14 حزيران 2018      | 9 أيار 2019         | 329 أيام          | حكومة عمر الرزاز |              |
|                              | محمد العسعس (1977–)              | 9 أيار 2019         | 7 تشرين الثاني 2019 | 182 أيام          | حكومة عمر الرزاز |              |
|                              | وسام الربضي (1967–)              | 7 تشرين الثاني 2019 | 12 تشرين الأول 2020 | 340 أيام          | حكومة عمر الرزاز |              |
|                              | ناصر الشريدة (1967–)             | 12 تشرين الأول 2020 | 27 تشرين الأول 2022 | 2 سنوات و15 أيام  | حكومة بشر الخصاونة |              |
|                              | زينة طوقان (0000–0000)           | 27 تشرين الأول 2022 | في المنصب           | 2 سنوات و146 أيام | حكومة بشر الخصاونة |              |

## الهيكل التنظيمي
يتم تقسيم الهيكل الإداري للوزارة إلى ثمانية مديريات وأربعة ووحدات ومكاتب 

### المكاتب
- مكتب الوزير *ومكتب الأمين العام *والمستشارون

### المديريات
- مديرية التعاون الدولي
- مديرية المشاريع
- مديرية السياسات والاستراتيجيات
- مديرية الموارد البشرية
- مديرية الشؤون المالية والإدارية
- مديرية تكنولوجيا المعلومات والأرشفة
- مديرية خطط وبرامج التنمية
- مديرية برامج التنمية المحلية وتعزيز الإنتاجية

### الوحدات
- وحدة الإعلام والاتصال
- وحدة الرقابة المالية والإدارية
- وحدة تنسيق المساعدات الإنسانية
- وحدة التقييم وقياس الأثر